# Gibberella acervalis
Gibberella acervalis är en svampart som först beskrevs av Jean Baptiste Mougeot, och fick sitt nu gällande namn av Pier Andrea Saccardo 1878. Gibberella acervalis ingår i släktet Gibberella och familjen Nectriaceae.   Inga underarter finns listade i Catalogue of Life.